# كلوريد النتروزيل
كلوريد النتروزيل هو مركب كيميائي من النتروجين والأكسجين والكلور له الصيغة الكيميائية NOCl، ويكون على شكل غاز له لون أصفر إلى بني محمر في الشروط العادية من الضغط ودرجة الحرارة.
يتميز بكونه من المؤكسدات القوية، وهو كاشف محب للإلكترونات.

## التحضير
يتشكل غاز كلوريد النتروزيل كناتج ثانوي أثناء عملية تحضير الماء الملكي:
{\displaystyle \mathrm {HNO_{3}+3\ HCl\longrightarrow \ NOCl+2\ Cl+2\ H_{2}O} }
يمكن التحضير بشكل نقي في المختبر من تفاعل نتروزيل حمض الكبريتيك المحضر حديثاً مع كلوريد الصوديوم بوسط خالي من الماء.
{\displaystyle \mathrm {HSO_{3}ONO+NaCl\longrightarrow NOCl+NaHSO_{4}} }
بطريقة أخرى يمكن إجراء تفاعل التحضير بتمرير ثنائي أكسيد النتروجين في عمود حاوِ على كلوريد البوتاسيوم:
{\displaystyle \mathrm {KCl+2\ NO_{2}\longrightarrow KNO_{3}+NOCl} }
أو من تفاعل غاز الكلور عند الدرجة − 50 °س مع أحادي أكسيد النتروجين:
{\displaystyle \mathrm {2\ NO+Cl_{2}\longrightarrow 2\ NOCl} }
أو بتفاعل نتريت الصوديوم مع غاز كلوريد الهيدروجين:
{\displaystyle \mathrm {NaNO_{2}+2\ HCl\longrightarrow NOCl+NaCl+H_{2}O} }

## الخواص
يوجد كلوريد النتروزيل على هيئة غاز، له صفات مؤكسدة قوية، كما يعد من الكواشف المحبة للإلكترونات. يتفاعل المركب بشكل فوري مع الماء بتفاعل حلمهة.
للمركب بنية جزيئية منحنية، تكون زاوية الرابطة فيها O–N–Cl مقدار 113°؛ حيث توجد فيها رابطة مضاعفة بين ذرتي الأكسجين والنتروجين، وطول الرابطة فيها يبلغ 1.14 أنغستروم (Å)؛ بالإضافة إلى رابطة أحادية بين ذرتي الكلور والنتروجين يبلغ طولها 1.98 Å.

## الاستخدامات
في الاصطناع العضوي يستخدم كلوريد النتروزيل في تحضير كابرولاكتام الذي يعد مركب طليعي لتحضير نايلون 6؛ كما يضاف إلى الألكينات لتحضير α-كلورو الأكسيمات. كما يضاف أيضاً إلى الكيتينات للحصول على مشتقات النتروزيل
H2C=C=O + NOCl → ONCH2C(O)Cl
كما يخضع أكسيد البروبيلين إلى تفاعل إضافة إلكتروفيلية مع NOCl ليعطي مشتقات α-كلورونتريتو الألكيل.
والذي يحول الأميدات إلى مشتقات 'N-نتروزو.
يتفاعل NOCl أيضاً مع الأمينات الحلقية ويحولها إلى الألكينات، فمثلاً يتفاعل مع مركب أزيريدين ليعطي الإيثين وأكسيد النتروز وكلوريد الهيدروجين.

## اقرأ أيضاً
- حمض كلورو الذهبيك